# Apatania irinae
Apatania irinae là một loài Trichoptera trong họ Apataniidae. Chúng phân bố ở miền Cổ bắc.